# 国鉄タム900形貨車
国鉄タム900形貨車（こくてつタム900がたかしゃ）は、かつて日本国有鉄道（国鉄）に在籍した私有貨車（タンク車）である。
本形式より改造され別形式となったタム20900形についても本項目で解説する。

## タム900形
タム900形は、カセイソーダ液専用の15t または16t 積タンク車として1942年（昭和17年）5月4日から1956年（昭和31年）1月19日にかけて130両（タム900 - タム1029）が新潟鐵工所、日立造船、東洋レーヨン等にて製造または改造編入された。またその後本形式より多数の車両が改造され他形式車となった。
本形式の他にカセイソーダ液を専用種別とする貨車はタキ1400形（104両）、タキ2600形（522両）、タキ2800形（332両）、タキ7750形（289両）等実に29形式が存在した。
貨物列車の最高速度引き上げが行われた1968年（昭和43年）10月1日ダイヤ改正対応のため、大半の車輌の軸ばね支持方式が二段リンク式に改造され、最高運転速度は65km/hから75km/hへ引き上げられた。
1979年（昭和54年）10月より化成品分類番号「侵81」（侵食性の物質、腐食性物質、危険性度合2（中））が標記された。
塗色は、黒であり、全長は8,200mm、全幅は2,480mm、全高は3,404mm、軸距は3,600mm - 4,200mm、実容積は11.5m3 - 12.5m3、自重は9.2t - 11.2t、換算両数は積車2.6、空車1.0、車軸は12t長軸であった。
1983年（昭和58年）5月16日に最後まで在籍した2両（タム1007､タム1022）が廃車となり同時に形式消滅となった。

## タム20900形
タム20900形はカセイソーダ液専用の15t 積み私有貨車（タンク車）である。
当初タム900形の軸ばね支持装置は一段リンク式であったが、貨物列車の最高速度引き上げが行われた1968年（昭和43年）10月1日ダイヤ改正対応のため、大半の車は二段リンク式に改造したが、北海道地区ではスピードアップが見送られたため、二段リンク化の対象外となった車両が1両（タム950→ロタム20950）残り、区別のため別形式（タム20900形）とした。車番は現番号に「20000」を加える形となった。改造内容は標記類の書き換え以外何もなく、むしろ本形式の方が本来のタム900形ともいえる。
識別のため記号に「ロ」を丸で囲んだ通称マルロが追加され「ロタム」となり黄色（黄1号）の帯を巻いている。タンク体には同色で「道外禁止」と標記された。
所有者はソーダ商事であり、その常備駅は函館本線の豊沼駅であった。
塗色は、黒であり黄色（黄1号）の帯を巻いている。全長は8,200mm、実容積は12.1m3、自重は11.2t、換算両数は積車2.6、空車1.0、最高運転速度は65km/h、車軸は12t長軸であった。
1975年（昭和50年）6月21日に廃車となり、同時に形式消滅となった。